# Maharadža
Maharadža (mahārāja)‚ ('Veliki kralj', 'Veliki vojvoda') je indijski vladarski naslov.
Za vrijeme britanske vladavine nad Indijom bilo je takozvanih kneževskih država s ograničenom autonomijom pod lokalnim vladarima, uglavnom rajas ili maharajas, ali i sultana. Oko 600 takvih kneževskih država, koje su zauzimale oko dvije trećine ukupne površine Indije, izgubilo je odlaskom Britanaca 1947. autonomiju, a maharađe vlast. 